# 布里奧尼·佩吉
布里奧尼·佩吉，MBE（英語：Bryony Page，1990年12月10日—），英國體操運動員，她代表英國隊參加了日本舉行的2020年夏季奧林匹克運動會，並且在女子彈床比賽上獲得銅牌。